# White forces
「white forces」（ホワイト・フォーシーズ）は、日本の音楽ユニット・fripSideの楽曲で、第2期11作目（通算12作目）のシングル。

## 概要
前作「Two souls -toward the truth-」から3か月ぶりのシングルで、アニメのタイアップ上エイベックスレーベルからの単発発売となった。本曲はテレビアニメ『シュヴァルツェスマーケン』のオープニングテーマに起用され、PVにはお笑いコンビの髭男爵が出演している。またカップリングの「1983-schwarzesmarken-」は、PCゲーム『シュヴァルツェスマーケン 紅血の紋章』の主題歌に起用されている。8thシングル「black bullet」以来のトップ10入りを記録。

## シングル収録内容
| 全作詞・作曲・編曲: 八木沼悟志。 |                                            |            |            |      |
| #                                | タイトル                                   | 作詞       | 作曲・編曲 | 時間 |
| 1.                               | 「white forces」                           | 八木沼悟志 | 八木沼悟志 | 5:00 |
| 2.                               | 「1983-schwarzesmarken-」                  | 八木沼悟志 | 八木沼悟志 | 5:03 |
| 3.                               | 「white forces <-Instrumental->」          | 八木沼悟志 | 八木沼悟志 | 5:00 |
| 4.                               | 「1983-schwarzesmarken- <-Instrumental->」 | 八木沼悟志 | 八木沼悟志 | 5:00 |
| 合計時間:                        | 合計時間:                                  | 20:05      |            |      |

| #  | タイトル             | 作詞 | 作曲・編曲 |
| -- | -------------------- | ---- | ---------- |
| 1. | 「white forces」(PV) |      |            |
| 2. | 「MAKING」           |      |            |
| 3. | 「SPOT」             |      |            |

## 参加ミュージシャン
fripSide
- 八木沼悟志：Synthesizer & Programming (全曲)
- 南條愛乃：Vocal (#1,2)

Additional Musician
- a2c：Guitar (全曲)
- 齋藤真也：Strings Programming (全曲)

## 収録アルバム
- infinite synthesis 3 (#1,2)
- シュヴァルツェスマーケン ミュージックコレクション (#1,2)